# Лузики
Лузіки — колишній населений пункт Сосницького району Чернігівської області, входить до складу села Авдіївка.

## Історичні відомості
На території нинішнього кладовища знаходився курган часів Русі. Його досліджував Дмитро Самоквасов у 1870 році Зберігся Лузіцький дуб — за переказами, посаджений у кінці XVI століття козаками.
За переписом 1666 року в Лузіках були 3 селянських двори, 3 бобилі. Селяни мали 4 коней, займалися бортництвом. Бортники здавали податків 1,5 пуда меду на двох на рік
За даними ревізії Чернігівського полку 1732 року все населення Лузіків (15 дворів) — посполиті генерального підскарбія Скоропадського. Згідно з ревізією 1816 року були мобілізовані три жителі села. 1863 року від імені селян Лузіків Омелян Трохимович Кваша та Сава Михайлович Грищенко були упоноваженими при оформленні мирового договору про вступ селян у власність землі садибної — 38 десятин, польової та іншої — 452 десятини (на 28 домогосподарств).
1923 року в Лузіках діяла чотирикласна школа, відкрита ще до більшовицького перевороту. Збереглися свідчення, що поміщик Скоропадський 1908 року клопотався перед Сосницьким земством про відкриття у Лузіках бібліотеки, але земство дозволу не дало.
Відомо про загибель мінімум 1 мешканця села внаслідок голодомору.
19 вересня 1943 року в бою радянських військ з нацистськими загинуло 19 червоноармійців; поховані в братській могилі.
Приєднане в часі між 1967—1971 роками до села Авдіївка.